# Epsom Downs Racecourse
Epsom Downs Racecourse, är en galoppbana i Epsom i Surrey i Storbritannien. Det första löpet på banan reds redan 1661, och idag är banans största löp Epsom Derby. Banan har en publikkapacitet på 130 000 personer. Banan ägs av Jockey Club, och är sedan länge associerat med det brittiska kungahuset. Drottning Elizabeth II har varit på plats under de flesta Epsom Derby som ridits.

## Historia
De tidigaste spåren av lopp på Epsom Downs kan dateras till 1661, även om en lokal begravningslista från 1625 hänvisar till "William Stanley som i loppet föll från sin häst och bröt nacken" och i vissa källor skrivs det om hästkapplöpning på 1640-talet. Det är därför troligt att hästkapplöpning började mycket tidigare än så. Epsom hänvisas till i Samuel Pepys dagbok från 1663, där Karl II av England sägs ha varit en flitig besökare på banan.
Den 3 maj 1769 tog den berömda galopphästen Eclipse sin första seger i karriären på banan. Eclipse förblev obesegrad under hela sin karriär.
1913 kastade sig suffragetten Emily Davison framför Georg V av Storbritanniens häst Anmer, och fick ekipaget på fall. Davison skadades svårt och avled fyra dagar senare.
1952 hade banan en stor roll i filmen Derby Day som utspelar sig runt 1952 års Epsom Derby.
Den 4 juni 2011 besökte Prins William, hertig av Cambridge, och hans fru, Catherine, hertiginna av Cambridge (tillsammans med drottningen, Williams bror Prins Harry, samt Catherines föräldrar Michael och Carole Middleton) 2011 års upplaga av Epsom Derby.

## Större löp
| Månad | Meeting       | Veckodag | Löp                         | Kvalifikation             |
| ----- | ------------- | -------- | --------------------------- | ------------------------- |
| April | April Meeting | Onsdag   | City and Suburban Handicap  | 4-åringar och äldre       |
| April | April Meeting | Onsdag   | Great Metropolitan Handicap | 4-åringar och äldre       |
| April | April Meeting | Onsdag   | Blue Riband Trial Stakes    | 3-åringar                 |
| Juni  | Derby         | Fredag   | Woodcote Stakes             | 2-åringar                 |
| Juni  | Derby         | Fredag   | The Oaks                    | 3-åriga ston              |
| Juni  | Derby         | Fredag   | Coronation Cup              | 4-åringar och äldre       |
| Juni  | Derby         | Fredag   | Surrey Stakes               | 3-åringar                 |
| Juni  | Derby         | Lördag   | Princess Elizabeth Stakes   | 3-åriga ston              |
| Juni  | Derby         | Lördag   | Diomed Stakes               | 3-åringar och äldre       |
| Juni  | Derby         | Lördag   | The Derby                   | 3-åriga hingstar och ston |

## Galleri

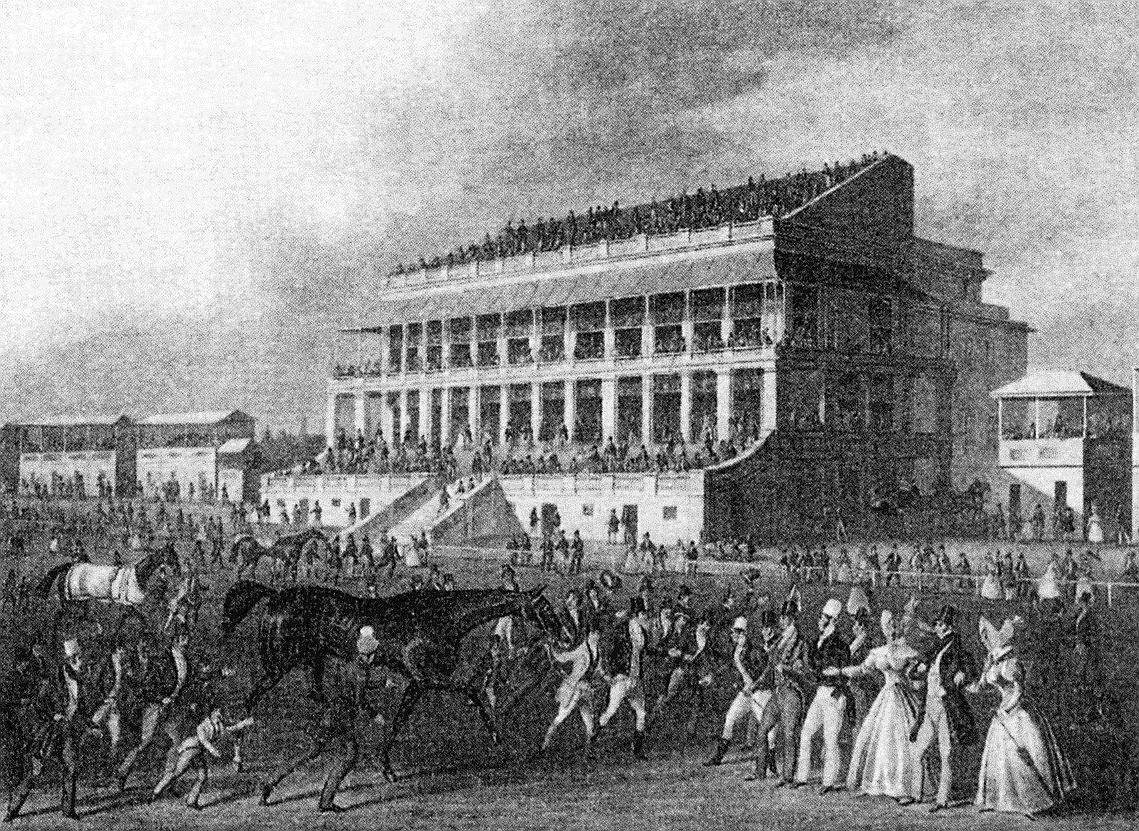
Huvudläktaren på 1830-talet.
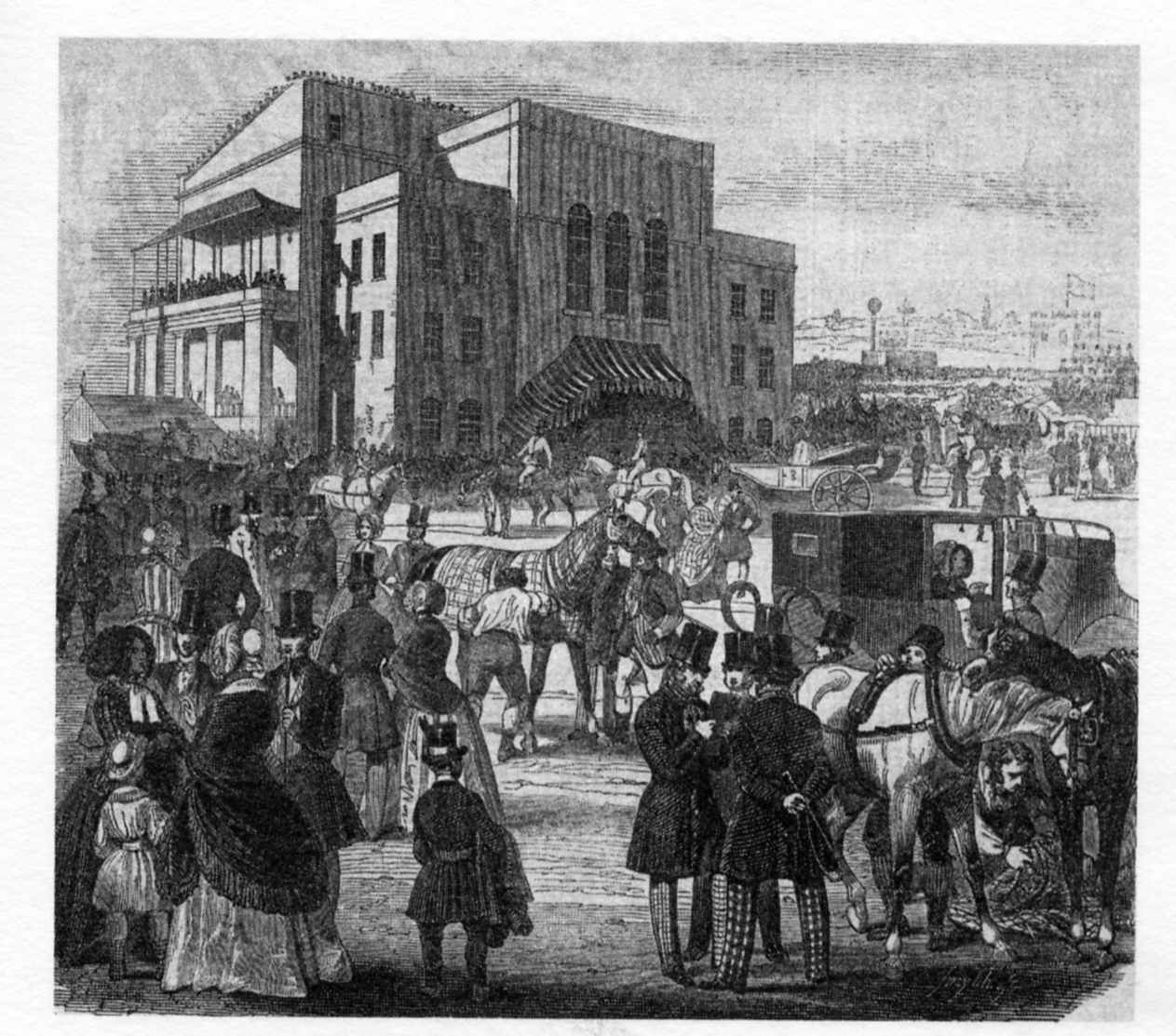
Huvudläktaren 1846.
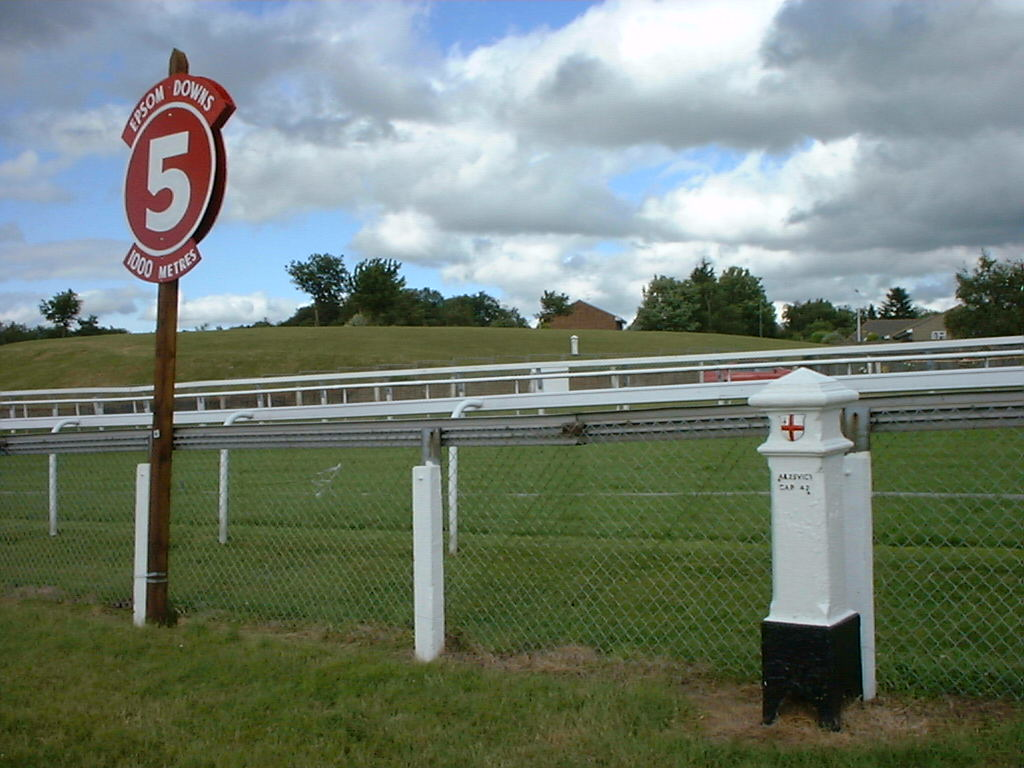
Markören för 5 furlongs.